# Mutatocoptops alboapicalis
Mutatocoptops alboapicalis là một loài bọ cánh cứng trong họ Cerambycidae.